# Mordownia (Krzaki)
Mordownia – przysiółek wsi Krzaki położony w województwie podkarpackim, w powiecie stalowowolskim, gminie Pysznica.
W latach 1975–1998 miejscowość administracyjnie należała do województwa tarnobrzeskiego.
Do 31 grudnia 2010 roku przysiółek wsi Kłyżów, której częścią były wówczas Krzaki. W pobliżu Mordowni źródło ma struga Korzonki.